# 77, rue Chalgrin
Pour plus de détails, voir Fiche technique et Distribution.
77, rue Chalgrin est un film britannique réalisé par Albert de Courville, sorti en 1931.
C’est la version en langue française du film en anglais 77 Park Lane du même réalisateur (1931). Une version en espagnol (Entre noche y dia) a été tournée en 1932, toujours par Albert de Courville.

## Synopsis
Dans une maison de jeux haut de gamme de Park Lane, une femme essaie de sauver son frère de la ruine.

## Fiche technique
- Titre : 77, rue Chalgrin
- Réalisation : Albert de Courville
- Scénario : Walter C. Hackett, Michael Powell
- Photographie : Geoffrey Faithfull, Mutz Greenbaum
- Société de production : Famous Players Guild
- Société de distribution : United Artists
- Pays d'origine :  Royaume-Uni
- Langue : français
- Format : noir et blanc
- Durée : 95 minutes
- Date de sortie :  France 17 novembre 1931

## Distribution
- Jean Murat : le baron de Clèves
- Léon Bary : Morland
- Suzy Pierson : Suzanne de Vandières
- Lucette Desmoulins : Lucette
- Victor Vina : Paul
- Paul Menant : Sinclair
- Pierre Nay : Carrington
- Marc Dantzer : Philippe
- Robert Cuperly : Donovan
- Marc Lerel : George Malton
- Raymond Destac : le commissaire